# Pribislaw (Heinrich)

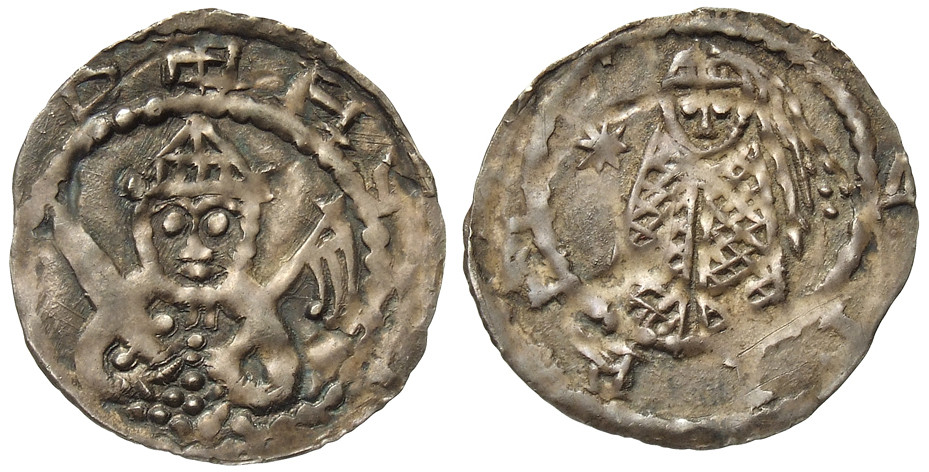
Münze Pribislaws und seiner Frau Petrissa im Berliner Münzkabinett

Pribislaw (Taufname Heinrich; † 1150 in Brandenburg an der Havel) war der letzte Fürst und König der slawischen Heveller um die Burg Brandenburg. Er siedelte ein Prämonstratenserstift in St. Gotthardt in Brandenburg an.

## Erwähnungen
Über Pribislaw berichtete ausführlicher der Tractatus de urbe Brandenburg, eine kurze Chronik über die Burg Brandenburg aus dem 12. Jahrhundert. Pribislaw wurde weiterhin kurz in der Brandenburger Bischofschronik und der Sächsischen Fürstenchronik erwähnt, die allerdings die Angaben aus dem Tractatus übernahmen.

## Leben

### Herkunft und Herrschaftsbeginn
Pribislaw stammte wahrscheinlich aus einem Fürstengeschlecht der Heveller. Der Tractatus gibt an, er habe seine Herrschaft rechtmäßig als Erbe angetreten.
Wann Pribislaw an die Herrschaft kam, ist unklar. Der vorherige brandenburgische Fürst Meinfried wurde 1127 ermordet, ohne, dass nähere Hintergründe bekannt wurden. Da Pribislaw dem jungen Otto, Sohn des Grafen Albrecht des Bären die Zauche zum Patengeschenk gemacht haben soll, müsste er um 1125 bereits im Besitz des Gebietes gewesen sein.

### Pribislaw/Heinrich als christlicher Herrscher
Pribislaw war Christ, ebenso seine Frau Petrissa. Er wurde in allen Chroniken als rex (König) bezeichnet, ohne dass in der Forschung geklärt ist, ob er dies als Unterkönig des römisch-deutschen Reichs war oder als slawischer Herrscher. Pribislaw soll königliche Insignien auf einem Altar in Brandenburg oder Leitzkau dargebracht haben. Welche Bedeutung dieses Kronopfer hatte, ist in der Forschung ebenfalls ungeklärt. 1144 holte er mit Unterstützung des Bischofs Wigger von Brandenburg Prämonstratenser aus dem Stift St. Marien in Leitzkau nach Brandenburg, wo sie sich an der Kirche St. Gotthardt niederließen. Die Nikolaikirche in der Altstadt und die Marienkirche auf dem Harlungerberg entstanden wahrscheinlich auch in seiner Regierungszeit.
Von Pribislaw sind Münzen erhalten, die auf eine größere wirtschaftliche Bedeutung seines Fürstentums/Königreichs hinweisen.
Pribislaw unterhielt gute Beziehungen zu verschiedenen Fürsten des Reichs, vor allem wohl zu Albrecht dem Bären (wie das Patengeschenk an dessen Sohn zeigt). Albrecht soll er auch nach seinem Tod die Herrschaft als Erbe versprochen haben, nach angeblichem Brauch seines Volkes.

### Nach seinem Tod
Nachdem Pribislaw-Heinrich gestorben war, hielt seine Frau Petrissa seinen Tod drei Tage geheim, bis Albrecht der Bär eintraf und die Burg übernehmen konnte.

## Ehe und Familie
Pribislaw war verheiratet mit Petrissa, deren Herkunft unbekannt ist. Die beiden hatten bis zu seinem Tod keine Kinder. Er war verwandt mit dem polnischen Fürsten Jacza von Köpenick. Dieser wurde als sein Onkel bezeichnet, was nach den biographischen Daten der beiden an sich nicht möglich ist. Er beanspruchte aber die Brandenburg als Erbe und eroberte diese nach einiger Zeit.

## Denkmal in der Berliner Siegesallee

Pribislaw-Heinrich (rechts) neben Otto I.

Für die ehemalige Berliner Siegesallee gestaltete der Bildhauer Max Unger eine marmorne Büste Pribislaws als Seitenfigur der Denkmalgruppe 2 zu dem zentralen Standbild für den Markgrafen Otto I., enthüllt am 22. März 1898. 
Die Büste zeigt Pribislaw mit einem Fellmantel über einem Panzer und einer Fellmütze über einem bärtigen Gesicht. In der linken Hand hält er eine Pergamentrolle, die die Schenkungsurkunde für sein Patenkind Otto I. darstellt.